# 2003年太平洋颶風季
2003年太平洋飓风季期间对墨西哥构成影响的热带气旋异常之多，全年最具影响的两场风暴分别是飓风伊格纳西奥和飓风马蒂，分别在墨西哥夺走了2人和12人的生命，所有风暴共计造成约10亿美元（2003年美元，相当于2025年的16.6億美元）的损失。这年还有另外三场太平洋风暴、三场大西洋风暴直接影响墨西哥，三场太平洋风暴中又有两场达到飓风强度。飓风希梅纳在夏威夷以南近海掠过，是多年来首场直接对该岛构成威胁的风暴，也是2003年太平洋飓风季的另一场有较高知名度的飓风。
飓风季于2003年5月15日从东太平洋（西经140°以东的太平洋）、2003年6月1日从中太平洋（国际日期变更线到西经140°的太平洋）正式开始，同年11月30日结束，传统上这样的日期界定了一年中绝大多数热带气旋在国际日期变更线以东太平洋形成的时间段。全季共形成16场热带风暴，其中7场达到飓风标准，属于平均水平。不过，全年没有任何一场飓风达到大型飓风标准，是继1977年以来首次出现这种情况。

## 季节总结

### 季前预测
2003年6月12日，美国国家海洋和大气管理局首次发布东太平洋飓风季预测。该机构预计，由于拉尼娜现象的影响，本季东太平洋的活跃程度有50%的可能会低于平均水平。拉尼娜现象通常会限制东北太平洋的热带气旋发展，这点上与大西洋恰好相反。
2003年5月19日，美国国家海洋和大气管理局发布中太平洋飓风季预测，认为在拉尼娜现象影响下，这年中太平洋的热带气旋活动也会略低于平均水平。

### 季节活动
2003年太平洋飓风季共有16场风暴获得命名，其中7场达到飓风强度，与长年平均基本持平。不过，这年没有任何气旋达到大型飓风标准，是继1977年以来东太平洋首次出现这种情况，远低于每年4场的平均值。全年首场飓风伊格纳西奥于8月24日形成，是继1966年开始有可靠卫星观测监控东太平洋以来单季首场飓风形成日期最晚的一次。

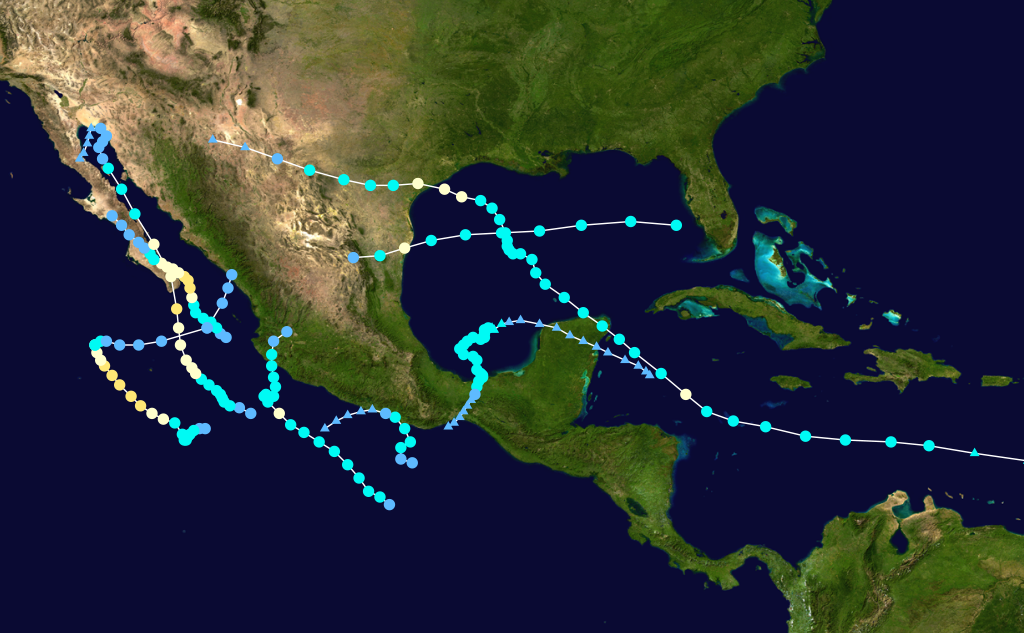
全年袭击墨西哥的大西洋飓风和太平洋风暴共有8场

虽然总体活跃程度低于平均水平，但这年登陆墨西哥的风暴数量却异常之大。如果包括大西洋飓风，全年共有八场风暴直接冲击该国，仅次于1971年的九场，远高于往年4.2场的平均值。共有五场太平洋风暴席卷墨西哥，其中飓风伊格纳西奥和飓风马蒂吹袭南下加利福尼亚州时都还有飓风强度。所有气旋一共造成价值约十亿美元的破坏。另外三场登陆该国的风暴中一个只有热带低气压强度，另外两场则是热带风暴。有三场风暴对墨西哥的影响只持续了非常短暂的时间，分别是太平洋飓风诺拉和奥拉夫，以及大西洋的热带风暴拉里。整个墨西哥共有14个州因受到这些风暴及其引发的洪灾影响而沦为灾区。
中太平洋的热带气旋活动程度也低于平均水平，共计只形成一个热带低气压，另有一场飓风从东太平洋进入中太平洋。除此以外，热带风暴吉列尔莫在中太平洋飓风中心责任范围以东不远处减弱成残留低气压。飓风希梅纳是多年来首场直接对夏威夷群岛构成威胁的风暴，夏威夷岛还收到了飓风观察预警。希梅纳在该岛以南掠过，给岛上带去热带风暴强度阵风和暴雨。

## 风暴

### 热带风暴安德烈斯
5月19日，墨西哥以南较远距离海域的一股东风波在向西移动时发展成热带低气压。次日，系统发展出良好的外流并成为热带风暴，随后达到风速每小时95公里的最高强度。风暴快速向西北偏西方向移动，因遭遇的风切变逐渐增强而无法得到进一步发展。5月25日，由于行经海域水温降低，并且还有风切变的不利影响，安德烈斯减弱成热带低气压，并在之后不久消散，自始至终没有对陆地构成影响。

### 热带风暴布兰卡
6月17日清晨，墨西哥西南海岸附近的一片扰动天气与东风波发生相互作用，由此形成第二号热带低气压，并且12小时后就已强化成热带风暴并获名“布兰卡”（Blanca）。风暴缓慢行进，于6月18日达到风力时速95公里的最高强度。布兰卡始终未能发展出真正的風眼，但在最高强度时出现了类似风眼的环状对流。由于受到东南方向的强烈风切变影响，布兰卡开始减弱，移动方向也很不稳定。6月22日，气旋退化成残留低气压，之后还持续了两天时间。这场风暴没有对陆地构成影响。

### 热带风暴卡洛斯
热带风暴卡洛斯源于6月26日墨西哥以南的一股东风波。系统在逼近海岸线的过程中迅速强化，于6月27日以风速每小时100公里强度从瓦哈卡州上岸。风暴迅速退化成残留低气压区，并持续到6月29日才逐渐消散。。墨西哥南部部分地区降下暴雨，格雷罗州有两地的降雨量达到337毫米，是卡洛斯产生降水最多的所在。风暴沿途导致约3万套房屋受损，经济损失约8670万比索（相当于2003年的800万美元）。该国共有至少9人丧生，其中7人因泥石流遇难，2人因河流泛滥而死，还有报道称两名渔夫失踪。

### 热带风暴多洛雷斯
一股东风波在向西移动的过程中发展出带有对流的内嵌低气压区，这股扰动天气于7月6日在下加利福尼亚半岛西南偏南较远处洋面组织成第四号热带低气压，然后在向西北方向移动的过程中进一步增强成热带风暴并获名“多洛雷斯”（Dolores）。气旋达到风力时速65公里的最高强度，相当于热带风暴的最低标准。由于受到风切变的不利影响，多洛雷斯的强度在达到热带风暴标准仅12小时后就回落成热带低气压。系统向西北方向移动，行经海域水温降低，导致风暴于7月9日消散。

### 热带风暴恩里克
7月10日，一股东风波发展成第五号热带低气压。次日，系统的组织结构得到改善并升级成热带风暴恩里克，其所处位置的纬度对于热带风暴来说异常之高。风暴继续强化，美国国家飓风中心一度预测系统会增强成飓风。。事实证明，恩里克达到最高强度时，风力时速也只有100公里，离飓风标准尚有差距。风暴在最高强度下保持了一段时间，于7月12日晚进入水温大幅降低的洋面后再开始快速减弱。虽然外界大气条件有利，但气旋还是在7月13日晚退化成残留低气压。系统继续西进，并在持续了3天后逐渐消散。恩里克没有对陆地产生影响，但有两艘船报告遭遇了热带风暴强度大风。

### 热带风暴费利西亚
7月12日，一股东风波经过中美洲上空，其组织结构在两天后已得到改善。7月17日，系统在继续向西移动的过程中发展成热带低气压。次日，由于风切变较少，系统发展成热带风暴并获名“费利西亚”（Felicia），美国国家飓风中心预测其强度可以达到飓风的最低标准。但风暴结构始终杂乱无章，于7月18日晚达到风力时速85公里的最高强度。气旋向西移动期间因遭遇的风切变逐渐增长而弱化，于7月20日回落到热带低气压强度。残留的低气压进入中太平洋后，于7月24日在夏威夷以东较远处海域消散。这场风暴没有对陆地构成影响。

### 热带风暴吉列尔莫
8月6日，一股东风波内发展出低气压区，与之关联的对流也与东风波分离。次日清晨，系统环流变得更层次分明，成为第七号热带低气压。气象机构预计这股低气压很快就会消散，但系统的组织结构却在向西移动的过程中得到改善。8月8日，气旋成为热带风暴并获名“吉列尔莫”（Guillermo），并在当天达到持续风速每小时95公里的最高强度。风暴在最高强度下保持了一整天，直至其东面逐渐发展的热带风暴希尔达产生的外流扰乱了吉列尔莫的对流。系统残留进入中太平洋后不久就于8月13日逐渐消散。

### 热带风暴希尔达
8月5日，一股东风波发展出持续的雷暴活动，其组织结构很快得到改善，在南下加利福尼亚州以南洋面发展成第八号热带低气压。低气压有着强烈的外流格局，美国国家飓风中心据此预计气旋会达到飓风强度。8月10日，低气压成为热带风暴并获命名为“希尔达”（Hilda），但由于受到强烈的东向风切变影响，系统风速最高也只达到每小时65公里，属热带风暴的最低标准。希尔达向西北偏西方向移动，之后因进入水温较低的海域上空而减弱。由于受到下层气流的影响，逐渐减弱的气旋向西移动，于8月13日消散，自始至终都没有靠近过任何陆地。

### 第一号热带低气压
8月15日，中太平洋发展出第一号热带低气压，这也是该海域2003年形成的唯一一个热带气旋，源于热带风暴吉列尔莫的残留和一股低气压之间的相互作用。由于受风切变的不利影响，低气压的发展受限，并在向西飘流的过程中减弱。8月17日，系统退化成残留低气压，之后再也没有恢复到热带低气压强度。系统残留从约翰斯顿环礁以南近海掠过，再于8月20日穿过国际日期变更线。风暴对夏威夷群岛的天气产生了很小的影响。

### 飓风伊格纳西奥
8月22日，一股东风波在墨西哥曼萨尼约港以南近海发展成扰动天气区，并逐渐向西北方向移动。两天后，系统在哈利斯科州卡布科连特斯（Cabo Corrientes）近海发展成第九号热带低气压，并在有利的大气环境下迅速强化。8月25日，气旋升级成热带风暴并获名“伊格纳西奥”（Ignacio），再于8月26日成为2003年太平洋飓风季的首场飓风并达到风力时速165公里的最高强度。伊格纳西奥进入南加利福尼亚湾，再从南下加利福尼亚州拉巴斯以东附近登陆。飓风在陆地上空减弱，于8月28日清晨在下加利福尼亚州中部上空消散。
由于移动速度较为缓慢，风暴产生的降雨量很高，由此产生的洪灾也较为严重，共计造成了约2100万美元的损失。有两名救援人员在风暴引发的洪灾中溺亡，疏散到避难所的居民有约1万人。

### 飓风希梅纳
8月28日，热带辐合带中的一股扰动天气在夏威夷群岛以东约2775公里洋面发展成第十号热带低气压。由于所处海域水温较高，系统迅速发展，于8月29日形成风眼并很快达到飓风标准。希梅纳向西移动，进入中太平洋期间仍在继续增强。飓风在夏威夷以东约1300公里海域达到风速每小时165公里的最高强度，然后因风切变增多而开始减弱。9月1日，希梅纳的强度回落到热带风暴标准，然后从夏威夷岛最南端以南约195公里洋面掠过。气旋接下来从群岛以南转向西进，于9月3日降级成热带低气压。系统继续减弱并穿越国际日期变更线，最终于9月5日逐渐消散。
风暴给夏威夷群岛带去150到250毫米降水和3.3米高的大浪。多个岛上纪录下热带风暴强度大风，但没有造成严重破坏。

### 热带风暴凯文
9月3日，下加利福尼亚州最南端的西南方向海域有一股东风波发展成大规模低气压区并进一步组织成第十一号热带低气压。气旋的风场规模很大，令其无法得以迅速增强，但还是在9月4日达到热带风暴强度并获命名为“凯文”（Kevin）。虽然风切变较弱，但由于系统行进水域温度降低，凯文在成为热带风暴仅6小时后就减弱成热带低气压。9月6日，系统退化成不含对流的低气压区，然后持续了4天才逐渐消散。这场风暴没有对陆地产生影响。

### 飓风琳达
9月9日，一股东风波中的对流开始增长，并在几天后发展成低气压区。9月12日，系统在墨西哥曼萨尼约西南方向海域组织成第十二号热带低气压。气旋向西北方向移动，于9月14日成为热带风暴并获名“琳达”（Linda），并很快达到风力时速120公里的一级飓风强度。美国国家飓风中心预计风暴还会进一步强化，但琳达实际上在达到飓风强度仅12小时后就降级成了热带风暴。风暴转朝西面前进，之后又转向西南，并在此期间继续减弱，于9月17日弱化成热带低气压。系统残留向西南方向飘流，于9月26日消散。这场风暴没有对陆地产生影响。

### 飓风马蒂
9月10日，一股东风波进入太平洋，其关联对流也逐渐增长。到了9月16日，系统已到达南下加利福尼亚州东南偏南洋面并组织成第十三号热带低气压。低气压朝下加利福尼亚半岛逼近并继续增强，于9月19日成为热带风暴并获名“马蒂”（Marty），再在两天后达到飓风强度。9月22日，飓风马蒂达到最高强度，并很快以持续风速每小时155公里强度登陆南下加利福尼亚州。从半岛最南端上岸后，马蒂沿加利福尼亚湾西海岸行进，并在这一过程中逐渐弱化。9月23日，风暴降级成热带低气压，再在加利福尼亚湾上空蜿蜒盘旋两天后消散。
飓风马蒂是2003年太平洋飓风季最致命的风暴，共计造成12人死亡，超过4000套民宅不是被毁就是受损。下加利福尼亚半岛普降暴雨，美国西南部都有受到影响。南下加利福尼亚州的拉巴斯因出现1.5米高的风暴潮而引发洪灾，另有多个港口停泊的35艘游艇沉没。马蒂一共导致西墨西哥遭受了价值5000万美元的破坏，也是这年造成损失最大的太平洋风暴。

### 飓风诺拉
9月25日，一股东风波进入中美洲上空并沿墨西哥南海岸平行前进。10月1日，系统的组织结构得到改善，在下加利福尼亚半岛以南海域发展成第十四号热带低气压。低气压向西北方向移动，并因外界环境有利而继续强化，于次日达到热带风暴标准并获名“诺拉”（Nora）。10月4日，诺拉成为飓风并达到风力时速165公里的最高强度。由于受到中层低压槽和东南方向飓风奥拉夫产生的外流影响，飓风突然向东大幅转向并开始减弱。气旋快速弱化，于10月9日从锡那罗亚州马萨特兰以北不远处登陆，并于此后不久在陆地上空消散。飓风诺拉是本季最强风暴，给锡那罗亚州带去暴雨，但没有造成严重损失和人员伤亡。

### 飓风奥拉夫
10月2日，阿卡普尔科东南偏南方向一股东风波的组织结构得到改善，于次日发展成第十五号热带低气压，并在6小时后升级成热带风暴，这一过程中外界风切变很少，气旋总体向西北方向移动。10月5日，奥拉夫达到风速每小时120公里的最高强度，属飓风的最低标准，还发展出部分风眼墙。奥拉夫在飓风强度下只保持了几小时，然后组织结构就变得混乱并转朝墨西哥海岸逼近。10月7日，风暴从曼萨尼约附近登陆并迅速消散。
风暴在哈利斯科州和瓜纳华托州引发严重洪灾，造成农作物、道路和超过1.2万套房屋受损。幸运的是，飓风奥拉夫没有造成任何人员丧生。

### 飓风帕特里夏
10月20日，阿卡普尔科以南洋面一股东风波关联的对流有所增长并组织成第十六号热带低气压。系统向西移动且迅速增强，成为热带风暴并获名“帕特里夏”（Patricia）后，于10月21日进一步升级成飓风。12小时后，系统风速达到每小时130公里，美国国家飓风中心预测飓风还会继续增强。但到了10月22日，帕特里夏因遭遇到更多的西向风切变而减弱到低于飓风标准强度。10月25日，风暴进一步降级成热带低气压并于次日消散，2003年太平洋飓风季至此结束。飓风帕特里夏自始至终没有对陆地构成影响。

## 风暴名称
以下列表中列出了2003年用来给东北太平洋风暴命名的名称，与1997年的名单基本相同，仅有“帕特里夏”例外，这个名字取代了1997年退役的波琳。由于世界气象组织这年没有把任何名称退役，所以下表的名字都会在2009年太平洋飓风季再度使用。列表中没有命名的名称将以灰色显示。
|  |  | - Rick（未用） - Sandra（未用） - Terry（未用） - Vivian（未用） - Waldo（未用） - Xina（未用） - York（未用） - Zelda（未用） |

以下列表中显示了2003年用来给中太平洋（指国际日期变更线到西经140°的太平洋）形成风暴命名的名称，由于该海域全年没有形成热带风暴强度气旋，所以没有用到任何名称。
| - Ioke（未用） | - Kika（未用） | - Lana（未用） | - Maka（未用） |